# Лайденборн
Лайденборн (нем. Leidenborn) — община в Германии, в земле Рейнланд-Пфальц. 
Входит в состав района Айфель-Битбург-Прюм. Подчиняется управлению Арцфельд.  Население составляет 162 человека (на 31 декабря 2010 года). Занимает площадь 5,57 км².